# Yisrael Beitenu
Yisrael Beiteinu (hebraico: ישראל ביתנו, "Israel é Nosso Lar") é um partido político secularista e nacionalista de Israel, situado na área da centro-direita ou da direita. O seu eleitorado é constituído essencialmente por imigrantes oriundos da antiga União Soviética. O atual líder do partido é Avigdor Lieberman.

## História

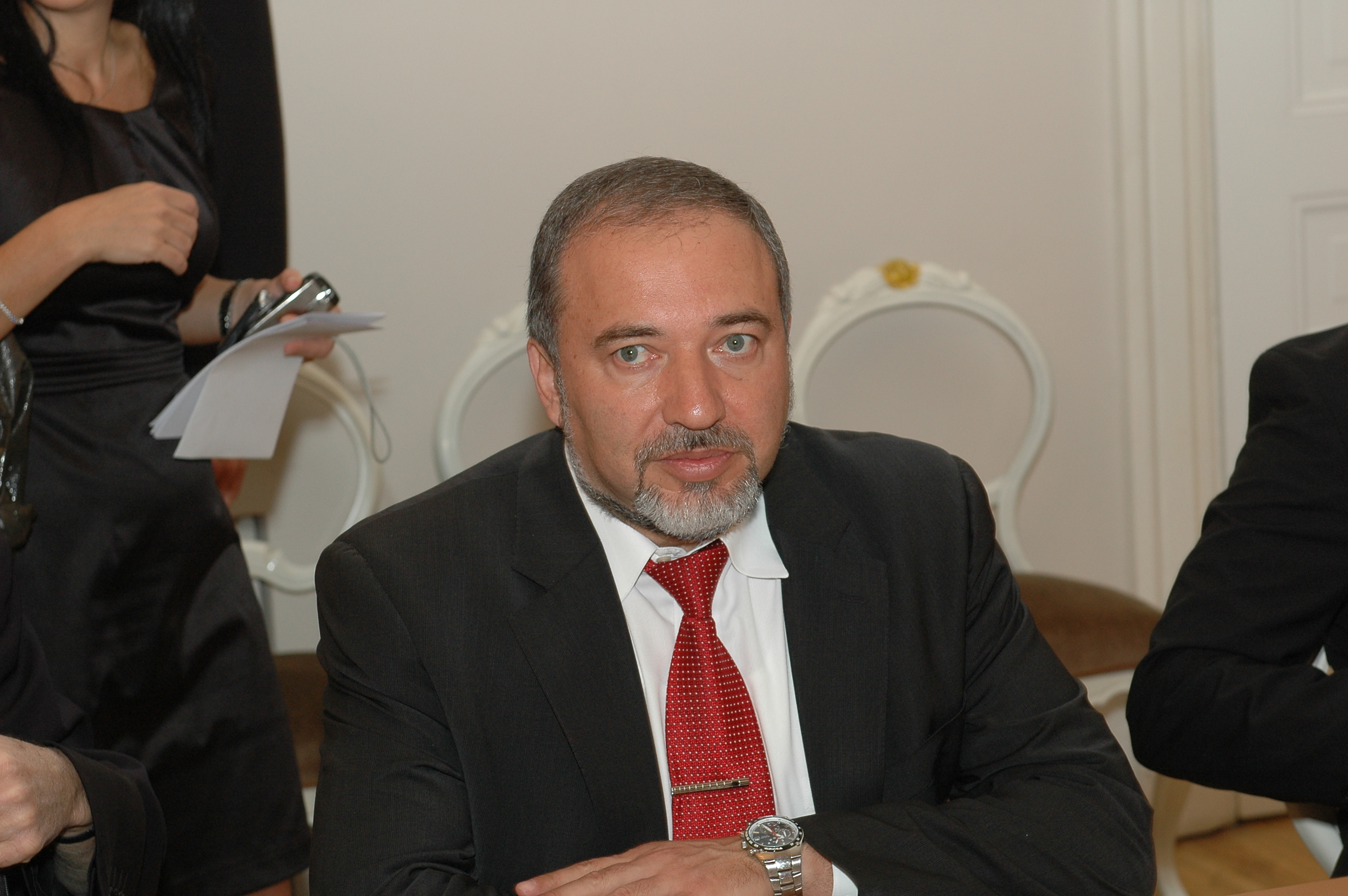
Avigdor Lieberman

O partido Yisrael Beiteinu foi fundado em 1999 por Avigdor Lieberman, natural da Moldávia e residente em Israel desde 1978. Lieberman foi militante e director-geral do partido Likud, que abandonou por entender que Benjamin Netanyahu, então líder deste partido e primeiro-ministro de Israel, tinha feito demasiadas concessões à Autoridade Palestiniana. Em particular Lieberman opôs-se a planos que previam a divisão da cidade de Hebrom, na Cisjordânia. Neste mesmo ano o partido concorreu às eleições e conquistou quatro lugares no Knesset (parlamento) de Israel. No decurso da legislatura o partido juntou-se ao partido Ichud Haleumi (União Nacional). Nas eleições de 2003 partido concorreu integrado nessa lista.
Nas eleições legislativas de 2006, o Yisrael Beiteinu conquistou 12 lugares no Knesset, sendo o quarto partido mais votado. Nas eleições legislativas em Israel em 2009, o partido logrou 15 assentos, sendo o terceiro mais votado.

## Plataforma
O partido deseja estimular a criação de um ambiente sócio-económico favorável aos judeus que desejem realizar a aliá (imigração) para Israel. Defende uma linha dura ao nível das negociações com os palestinianos e os estados árabes. Para além disso, advoga uma transferência da população árabe de Israel para a Cisjordânia como forma de evitar no futuro uma maioria árabe no estado israelita. Por causa desta proposta política, o partido tem sido apelidado de racista e de extrema-direita.
O Yisrael Beiteinu defende igualmente um sistema presidencialista para Israel e o casamento civil.

## Resultados eleitorais
| Data    | CI.   | Votos   | %            | +/-   | Deputados | +/- | Status   |
| ------- | ----- | ------- | ------------ | ----- | --------- | --- | -------- |
| 1999    | 13.º  | 86 153  | 2,6 / 100,0  |       | 4 / 120   |     | Oposição |
| 2003    | 5.º   | 173 973 | 5,5 / 100,0  | 2,9   | 7 / 120   | 3   | Governo  |
| 2006    | 5.º   | 281 880 | 9,0 / 100,0  | 3,5   | 11 / 120  | 4   | Governo  |
| 2009    | 3.º   | 394 577 | 11,7 / 100,0 | 2,7   | 15 / 120  | 4   | Governo  |
| 2013    | Likud | Likud   | Likud        | Likud | 11 / 120  | 4   | Governo  |
| 2015    | 8.º   | 214 906 | 5,1 / 100,0  |       | 6 / 120   | 5   | Oposição |
| 04/2019 | 7.º   | 173 004 | 4,0 / 100,0  | 1,1   | 5 / 120   | 1   | -        |
| 09/2019 | 5.º   | 310 154 | 7,0 / 100,0  | 3,0   | 8 / 120   | 3   |          |
| 2020    | 7.º   | 263 335 | 5,7 / 100,0  | 1,3   | 7 / 120   | 1   |          |